# 锈叶悬钩子
锈叶悬钩子（学名：Rubus fuscifolius）是蔷薇科悬钩子属的植物，是中国的特有植物。分布于中国大陆的云南等地，生长于海拔1,800米的地区，多生长在林缘，目前尚未由人工引种栽培。